# Château de Hochosterwitz
 (décembre 2020).
Si vous disposez d'ouvrages ou d'articles de référence ou si vous connaissez des sites web de qualité traitant du thème abordé ici, merci de compléter l'article en donnant les références utiles à sa vérifiabilité et en les liant à la section « Notes et références ».
Le château de Hochosterwitz (en allemand : Burg Hochosterwitz ; en slovène : Grad Ostrovica) est considéré comme l'un des plus impressionnants châteaux médiévaux d'Autriche.
Situé sur un pic dolomitique de 175 mètres de haut dans la commune de Sankt Georgen am Längsee, à l'est de la ville de Sankt Veit an der Glan, il est parmi les symboles de l'État fédéré de Carinthie. Le château est l'un des monuments les plus visités de cet État et peut être vu d'environ 30 km par temps clair.

## Histoire

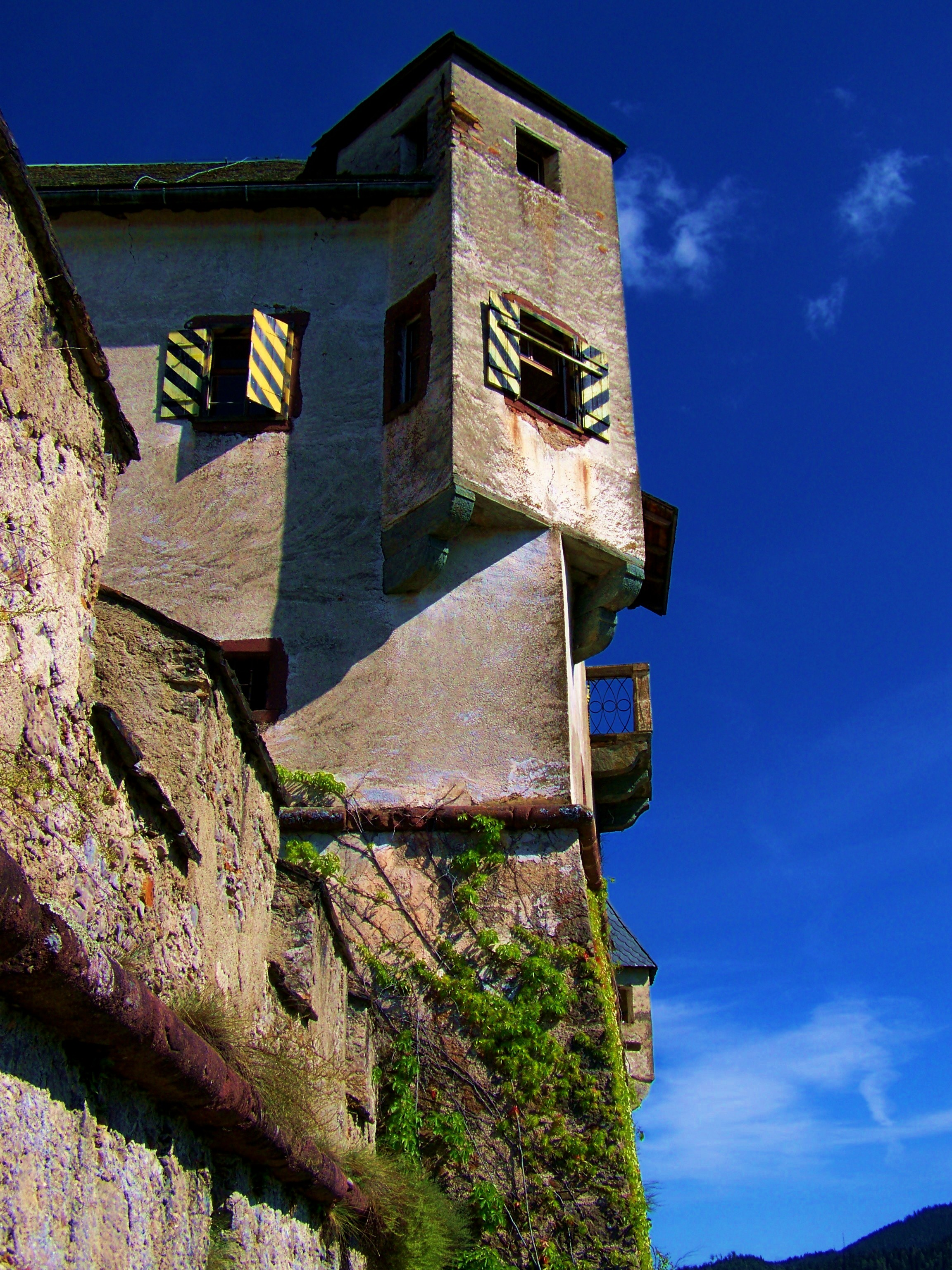
Bastion.

Le site près de l'ancienne ville de Virunum et l'église de Maria Saal est mentionné pour la première fois dans un acte de 860 émis par Louis le Germanique, à cette époque roi de Francie orientale. Il s'agissait d'un don de plusieurs de ses propriétés, situées dans l'ancienne principauté de Carantanie, à l'archevêque Adalwin de Salzbourg. Ensuite l'archidiocèse de Salzbourg obtint en fief la propriété qui a été appelé Astarwiza, nom d'origine slave méridionale.
Au XIe siècle, l'archevêque Gebhard de Salzbourg a cédé le château aux ducs de Carinthie de la noble maison de Sponheim, en échange de leur soutien au cours de la querelle des investitures. Les ducs ont accordé le fief à la famille d'Osterwitz, qui occupait le poste héréditaire d'échanson en 1209.

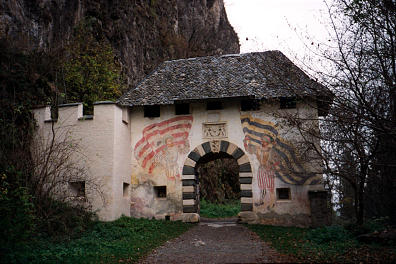
Une des 14 portes fortifiées.

Au XVe siècle, le dernier échanson de Carinthie, Georg Osterwitz, fut capturé par les Ottomans et mourut en captivité en 1478. Son fils Hans était le dernier survivant de la famille ; il avait une dette importante envers l'empereur Frédéric III de Habsbourg et fut contraint d'abandonner la possession du château pour la payer. Ainsi, après quatre siècles, le 30 mai 1478, le château d'Hochosterwitz revint à l'empereur. Au cours des trente années qui suivirent, le château a été gravement endommagé par de nombreuses campagnes turques.
Le 5 octobre 1509, l'empereur Maximilien Ier donna le château en gage à Matthäus Lang von Wellenburg, alors évêque de Gurk. Mgr Lang a alors entrepris de le restaurer. Vers 1541 le roi Ferdinand Ier de Habsbourg donne Hochosterwitz au gouverneur de Carinthie, Christof Khevenhüller. En 1571, le baron Georges Khevenhüller acquit par achat la citadelle. Il la fortifia pour faire face à la menace des invasions turques par la construction d'un arsenal et de 14 portes (1570 à 1586). Ces fortifications massives sont considérées comme uniques dans la construction de la citadelle. Grâce à ces 14 portes, toutes équipées de différentes méthodes de défense, la légende locale affirme que le château n'a jamais été conquis et qu'une seule des attaques a réussi à aller au-delà de la quatrième porte (Engelstor).

## La légende de Margarethe Maultasch
Dans son livre Changements (1974), le psychologue et sociologue austro-américain Paul Watzlawick a popularisé l'histoire du siège du château par les troupes de Marguerite de Goritz (Margarethe Maultasch), comtesse du Tyrol de 1335 à 1363. Selon la légende relatée d'abord par le chroniqueur médiéval Jacob Unrest († 1500) et plus tard par la Deutsche Mythologie de Jacob Grimm, Marguerite, trompée par la maison de Habsbourg sur ses prétentions à l'héritage de la Carinthie, envahit le duché. Ses troupes ont cependant été dupées par la garnison et se retirèrent. La garnison de Hochosterwitz avait abattu ses derniers bœufs, elle les remplirent de céréales et les jetèrent par-dessus les remparts, prétendant qu'il avait encore tant de réserves en stock qu'elles pourraient être utilisées comme projectiles.

## Actualité
Depuis le XVIe siècle, aucun changement majeur n'est survenu à Hochosterwitz. Il est resté en la possession de la famille Khevenhüller comme le demandait le constructeur d'origine, Georges Khevenhüller. Une plaque de marbre datant de 1576 située dans la cour du château atteste de ce souhait.
Certaines parties du château sont ouverts au public chaque année de Pâques à fin octobre. Les touristes sont autorisés à parcourir les 620 mètres d'un chemin à travers les 14 portes du château. Chaque porte a un mécanisme de défense spécifique.
Le château de Hochosterwitz peut être atteint en voiture ou à pied partir de la gare de Sankt Veit an der Glan.
Une maquette au 1:25 du château est visible au « Minimundus », une attraction touristique populaire à Klagenfurt (à environ 20 km).
Le château a été proposé en 1994 pour inscription au patrimoine mondial et figure sur la « liste indicative » de l’UNESCO dans la catégorie patrimoine culturel.

## Galerie

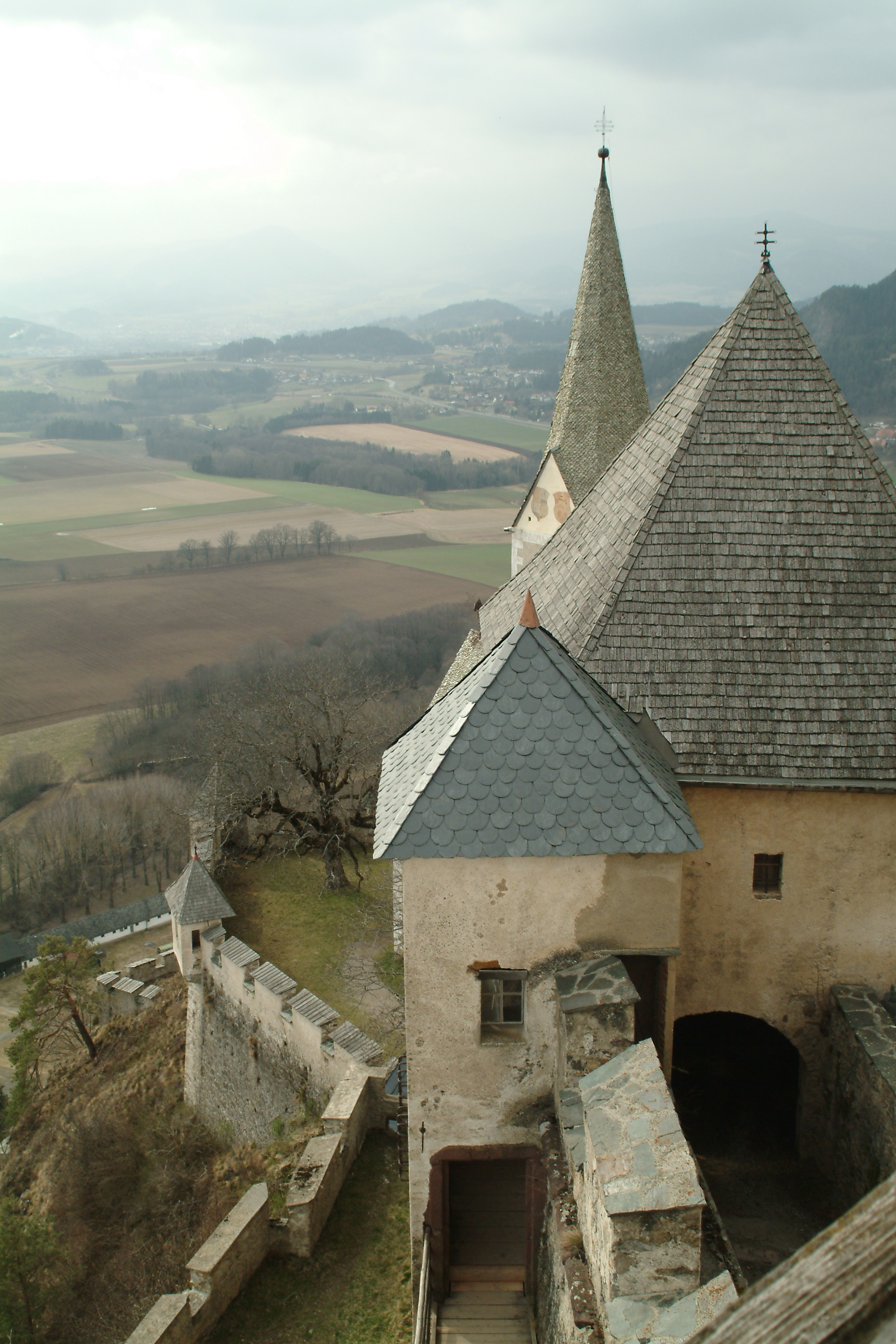
Vue vers le nord-ouest
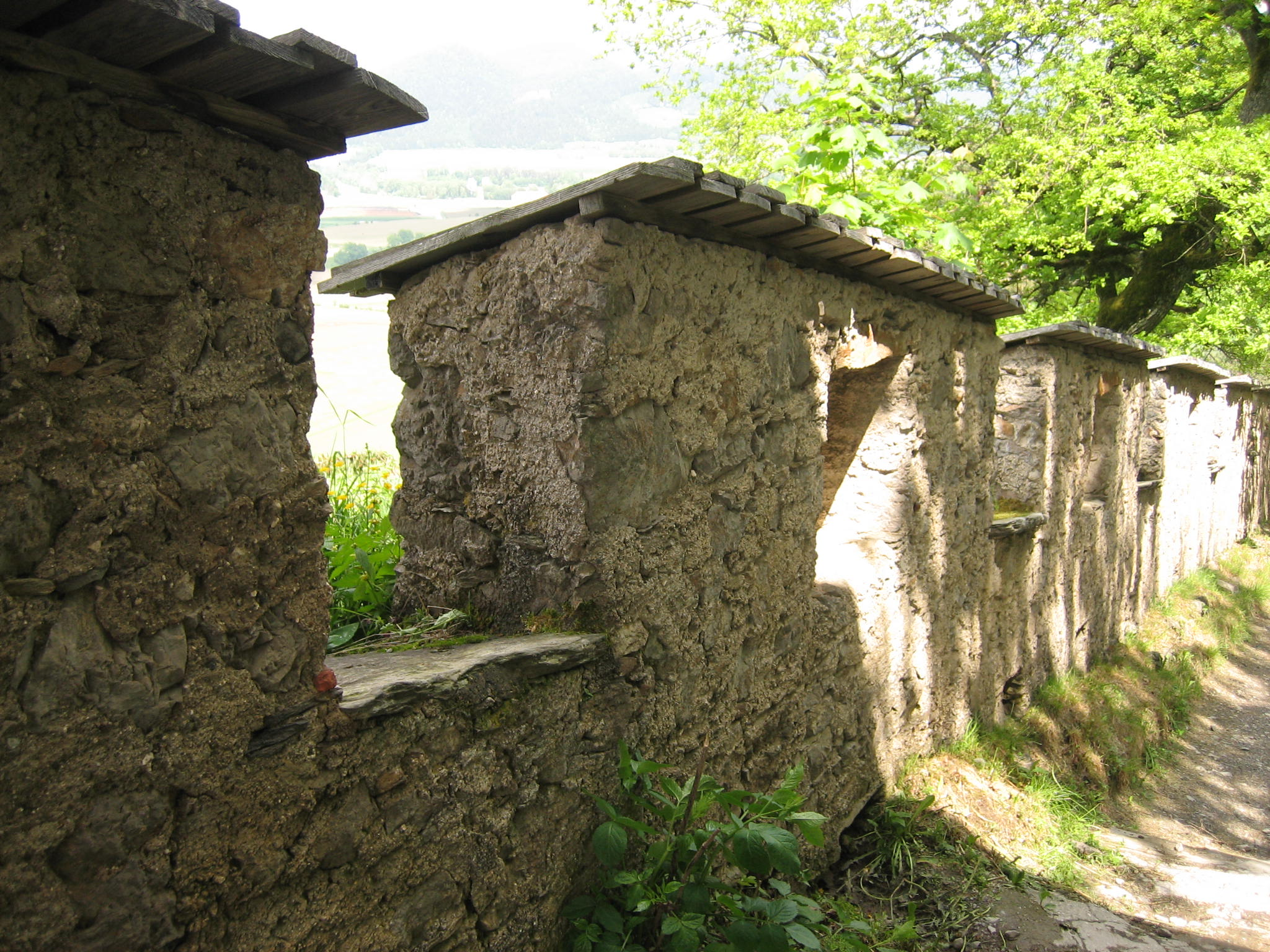
Remparts.
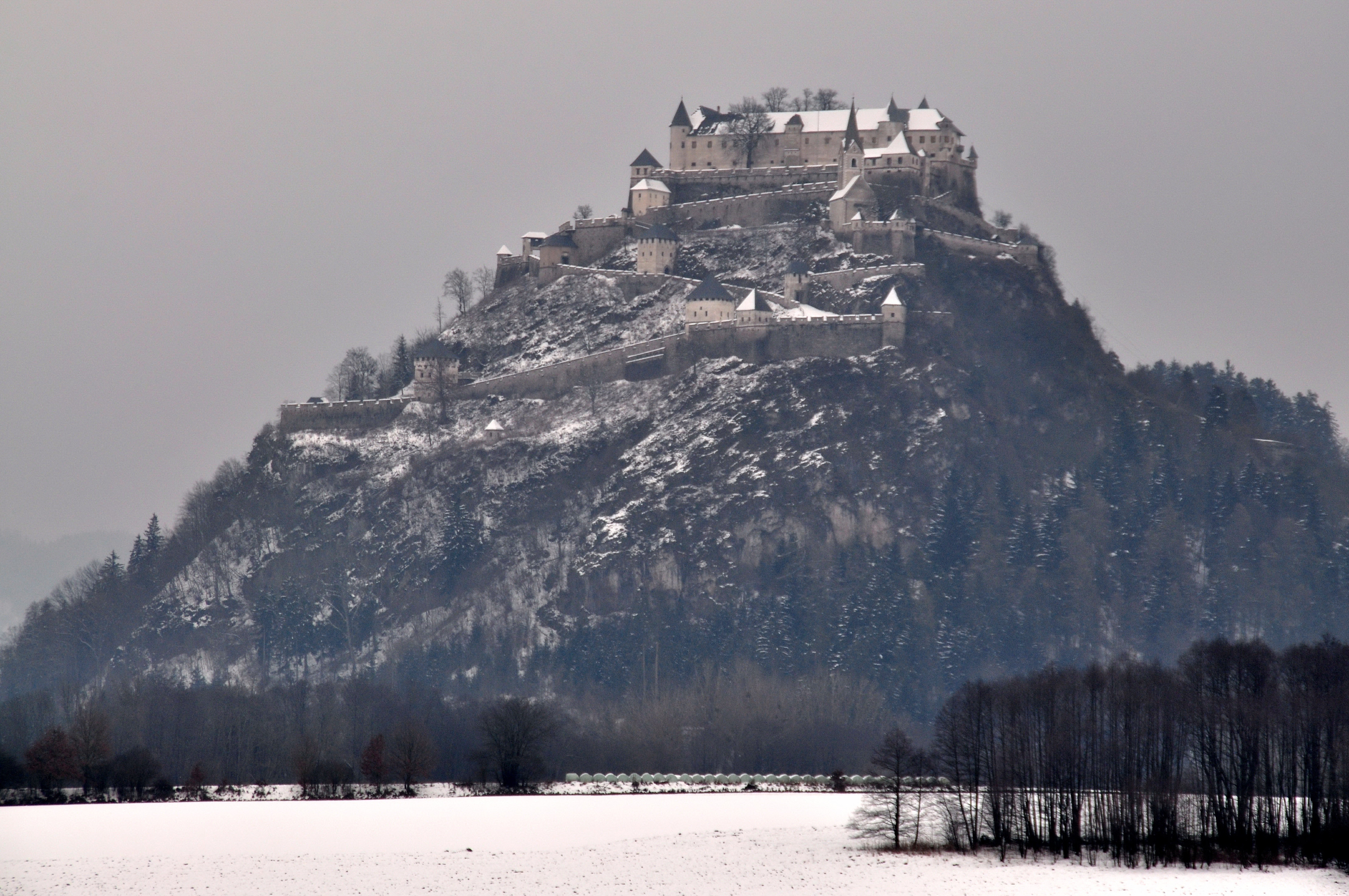
Hochosterwitz en hiver
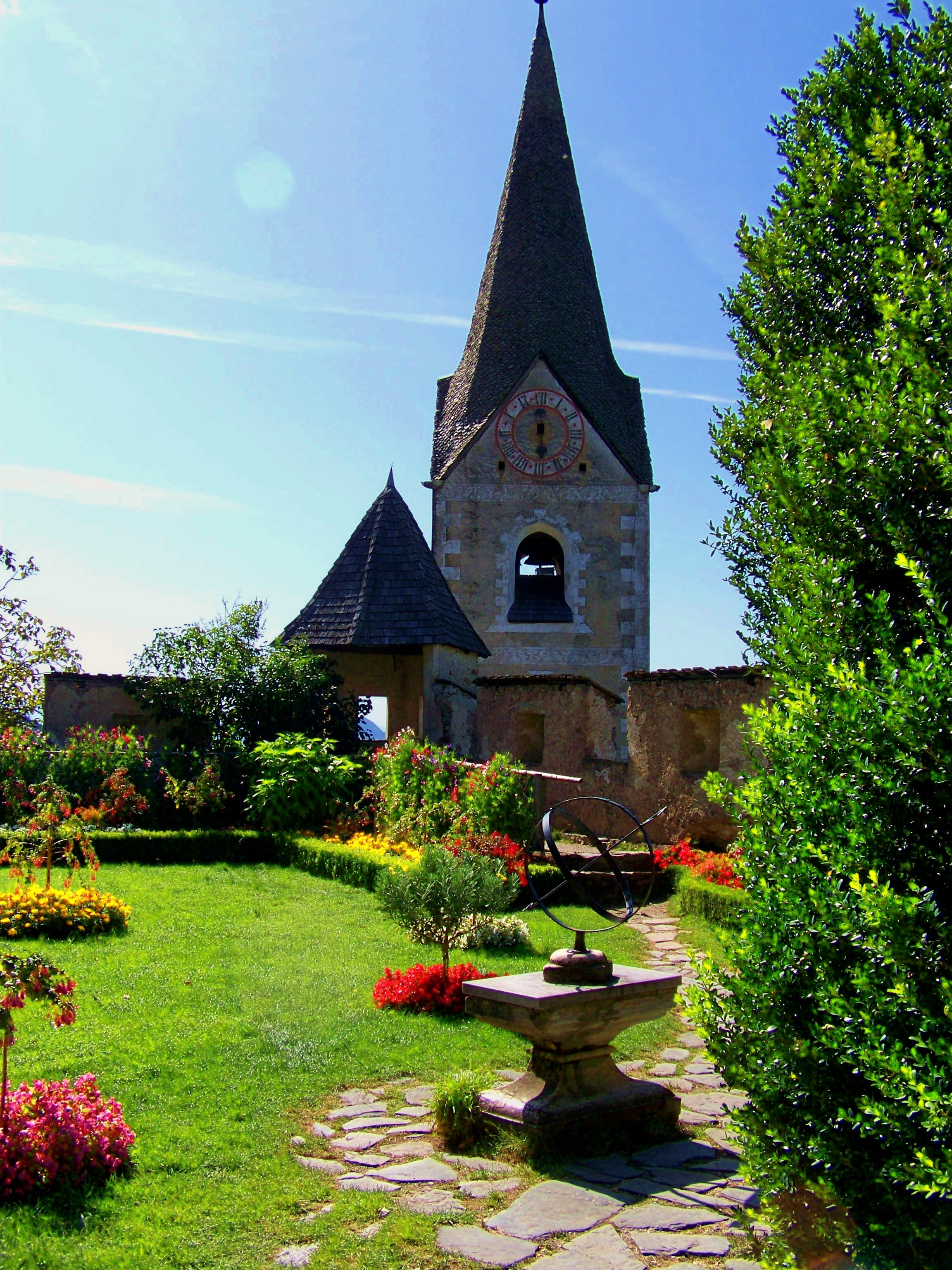
Les jardins
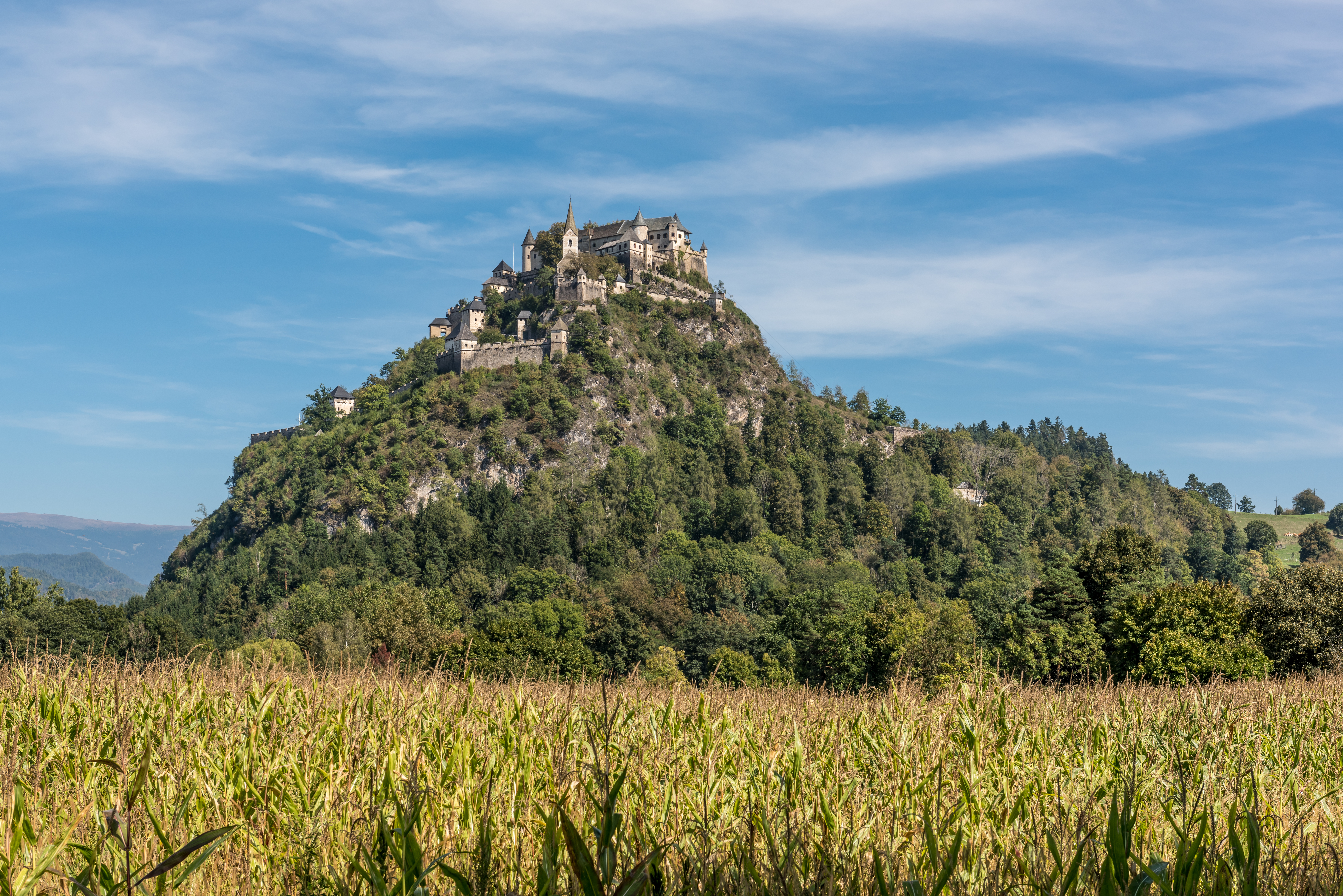
Le château vu de la plaine.
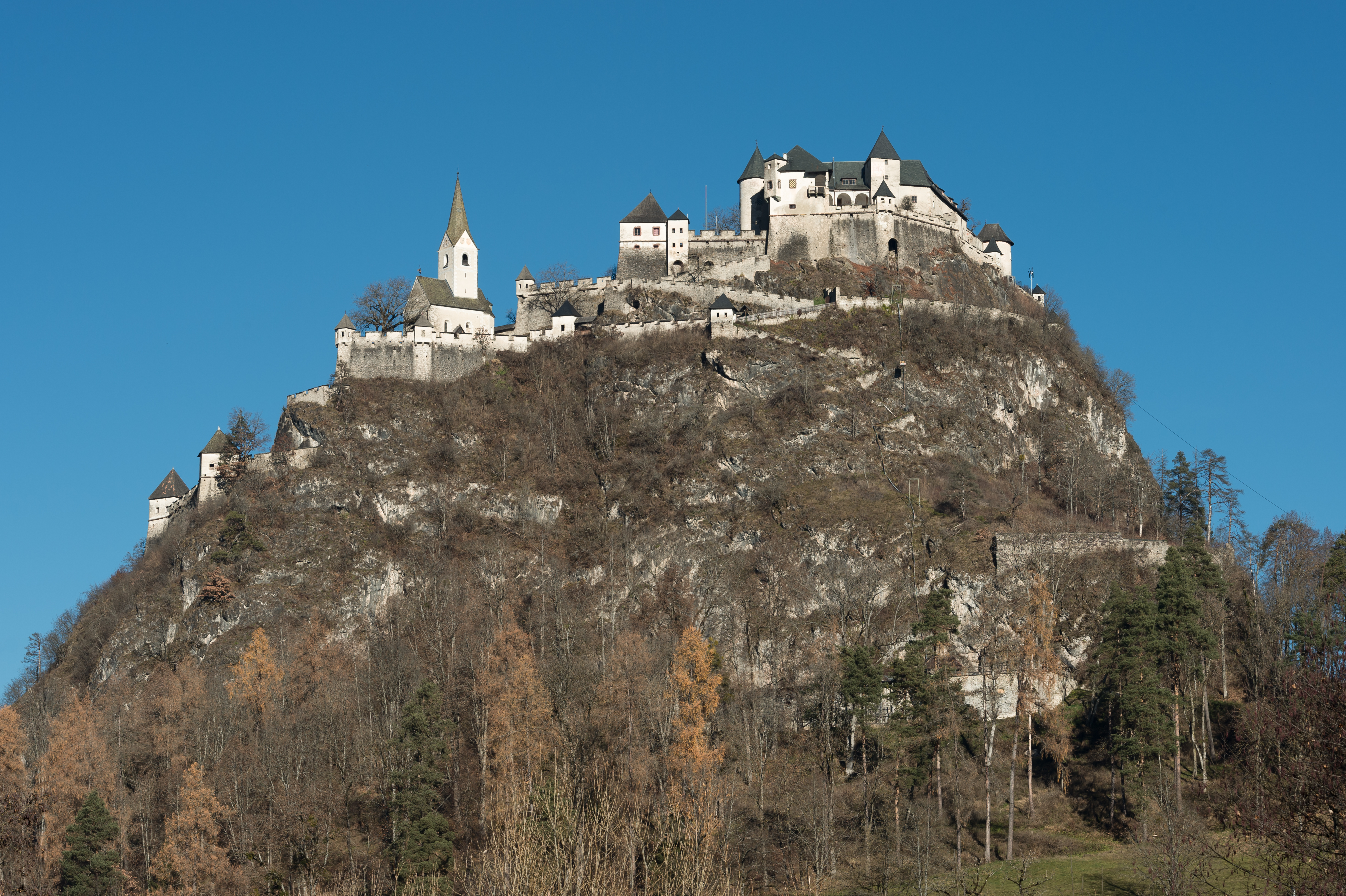

### Sources
- (en) Gobert Moro, Handbook of the historical places of Austria, Stuttgart, 1966, « The Province of Carinthia, historical survey »
- (de) Franz X Kohla et Gobert Moro, Carinthian castle information, Klagenfurt, 1976
- (de) Georg Khevenhüller-Metsch et Max Khevenhüller-Metsch (éditeur), Castle Hochosterwitz, Klagenfurt, Carinthian Bogendruck, 2001